# Amsonia illustris
Amsonia illustris är en oleanderväxtart som beskrevs av R. E. Woodson. Amsonia illustris ingår i släktet Amsonia och familjen oleanderväxter. Inga underarter finns listade i Catalogue of Life.